# Henry Heroki Mochizuki
Henry Heroki Mochizuki (in giapponese 望月 ヘンリー 海輝?, Mochizuki Henry Heroki; Fujimino, 20 settembre 2001) è un calciatore giapponese, difensore dello Machida Zelvia e della nazionale giapponese.

## Biografia
Ha origini nigeriane dal ramo paterno.

## Carriera

### Club
Ha iniziato a giocare a calcio nelle giovanili di RB Omiya Ardija e Mitsubishi Yowa per poi passare al Kokushikan Daigaku nel periodo di frequentazione dell'università.
Il 10 marzo 2023 ha firmato un contratto con lo Machida Zelvia valido a partire dal 2024, ed il 24 febbraio ha debuttato a livello professionistico nell'incontro di J1 League pareggiato 1-1 contro il Gamba Osaka.

### Nazionale
Il 29 agosto 2024 ha ricevuto la prima convocazione con la nazionale giapponese.

## Statistiche

### Presenze e reti nei club
Statistiche aggiornate all'8 febbraio 2025.
| Stagione        | Squadra         | Campionato      | Campionato | Campionato | Coppe nazionali | Coppe nazionali | Coppe nazionali | Coppe continentali | Coppe continentali | Coppe continentali | Altre coppe | Altre coppe | Altre coppe | Totale | Totale | Totale |
| Stagione        | Squadra         | Comp            | Pres       | Reti       | Comp            | Pres            | Reti            | Comp               | Pres               | Reti               | Comp        | Pres        | Reti        | Pres   | Reti   |        |
| --------------- | --------------- | --------------- | ---------- | ---------- | --------------- | --------------- | --------------- | ------------------ | ------------------ | ------------------ | ----------- | ----------- | ----------- | ------ | ------ | ------ |
| 2024            | Machida Zelvia  | J1              | 26         | 0          | CG+CdL          | 4+1             | 0               | -                  | -                  | -                  | -           | -           | -           | 31     | 0      |        |
| 2025            | Machida Zelvia  | J1              | 2          | 0          | CG+CdL          | 0               | 0               | -                  | -                  | -                  | -           | -           | -           | 2      | 0      |        |
| Totale carriera | Totale carriera | Totale carriera | 28         | 0          |                 | 5               | 0               |                    | -                  | -                  |             | -           | -           | 33     | 0      |        |

### Cronologia presenze e reti in nazionale
| Cronologia completa delle presenze e delle reti in nazionale ― Giappone | Cronologia completa delle presenze e delle reti in nazionale ― Giappone | Cronologia completa delle presenze e delle reti in nazionale ― Giappone | Cronologia completa delle presenze e delle reti in nazionale ― Giappone | Cronologia completa delle presenze e delle reti in nazionale ― Giappone | Cronologia completa delle presenze e delle reti in nazionale ― Giappone | Cronologia completa delle presenze e delle reti in nazionale ― Giappone | Cronologia completa delle presenze e delle reti in nazionale ― Giappone |
| Data                                                                    | Città                                                                   | In casa                                                                 | Risultato                                                               | Ospiti                                                                  | Competizione                                                            | Reti                                                                    | Note                                                                    |
| ----------------------------------------------------------------------- | ----------------------------------------------------------------------- | ----------------------------------------------------------------------- | ----------------------------------------------------------------------- | ----------------------------------------------------------------------- | ----------------------------------------------------------------------- | ----------------------------------------------------------------------- | ----------------------------------------------------------------------- |
| 8-7-2025                                                                | Yongin                                                                  | Giappone                                                                | 6 – 1                                                                   | Hong Kong                                                               | Coppa dell'Asia orientale 2025                                          | -                                                                       | 77’                                                                     |
| 12-7-2025                                                               | Yongin                                                                  | Giappone                                                                | 2 – 0                                                                   | Cina                                                                    | Coppa dell'Asia orientale 2025                                          | 1                                                                       |                                                                         |
| 15-7-2025                                                               | Yongin                                                                  | Corea del Sud                                                           | 0 – 1                                                                   | Giappone                                                                | Coppa dell'Asia orientale 2025                                          | -                                                                       |                                                                         |
| Totale                                                                  |                                                                         | Presenze                                                                | 3                                                                       |                                                                         | Reti                                                                    | 1                                                                       |                                                                         |